# نيل كيلهير
نيل كيلهير (بالإنجليزية: Neil Kelleher)‏ هو كيميائي أمريكي، ولد في 28 أبريل 1970.